# Torneträsk
El lago Torneträsk o Torne träsk (en Saami: Duortnosjávri, Meänkieli: Tornio o Torniojärvi) es un lago de Laponia en el extremo norte de Suecia, en la cordillera montañosa de Suecia. Träsk (ciénaga) en este contexto, como con el nombre de otros muchos lagos del norte de Suecia, significa lago. Es el séptimo lago más grande de Suecia. Tiene una superficie total de 330 km² y una longitud de 70 kilómetros. El lago desagua por el sureste, a través del río Torne älv.
El lago Torneträsk se originó por la actividad de un glaciar, el cual le dio su profundidad de 168 metros, convirtiéndolo en el segundo lago más profundo de Suecia. Habitualmente está cubierto de hielo desde diciembre hasta junio.
En el suroeste del lago se sitúa el parque nacional de Abisko y fue una reserva de la Biosfera de la Unesco de Laponia, aunque luego fue retirado por Suecia en 2010 de la red mundial de reservas de la biosfera, debido a que no se cumplen los criterios establecidos en la Estrategia de Sevilla de 1995.

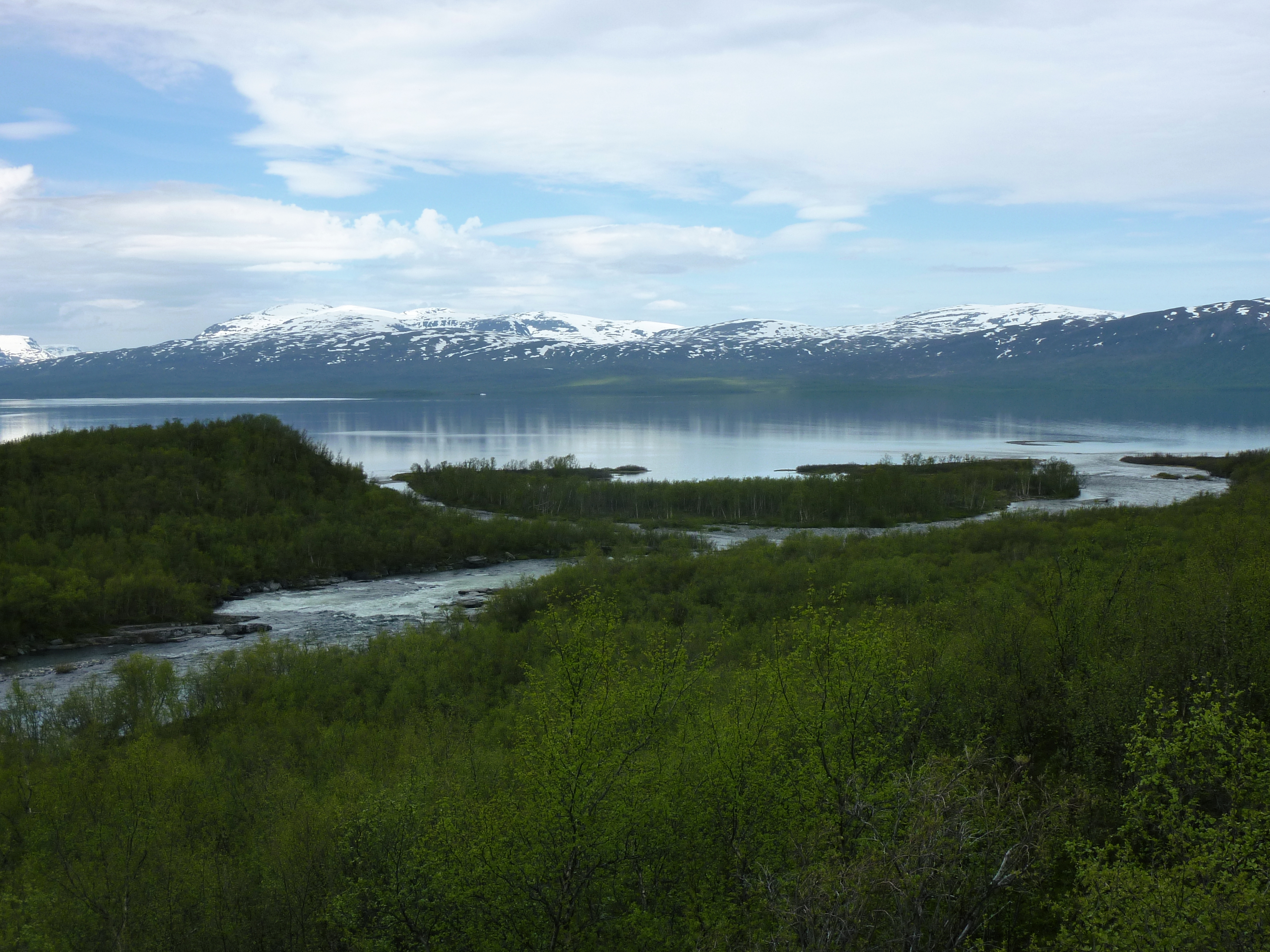
Rio Abiskojåkka y lago Torneträsk
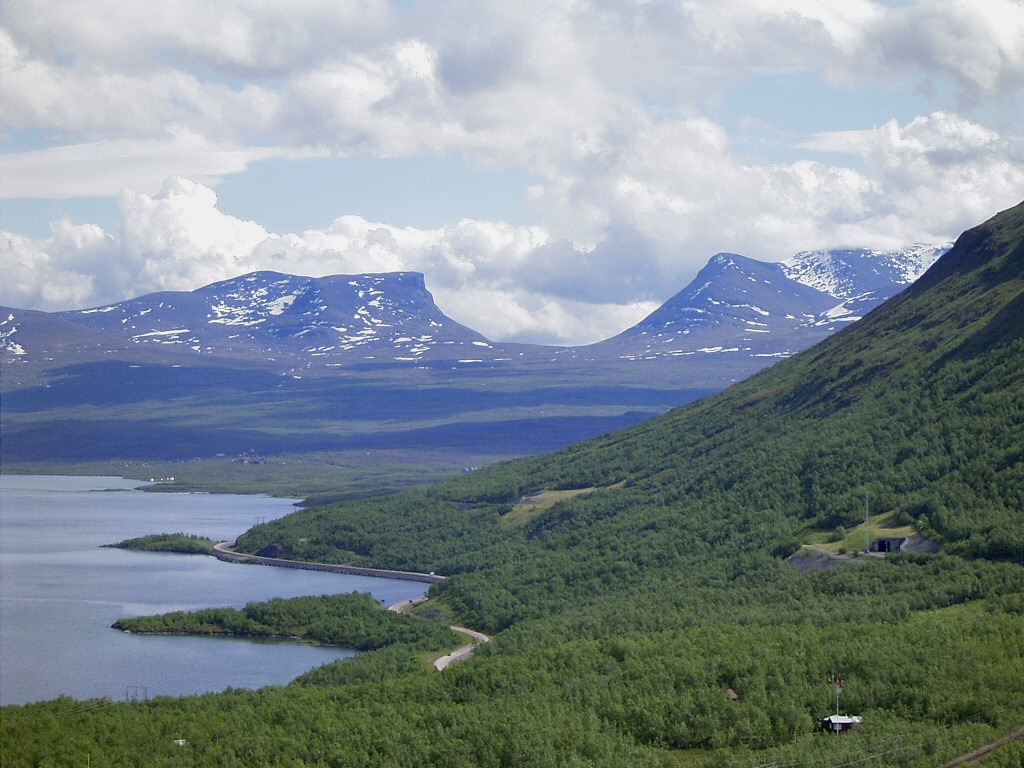
Otra vista del lago
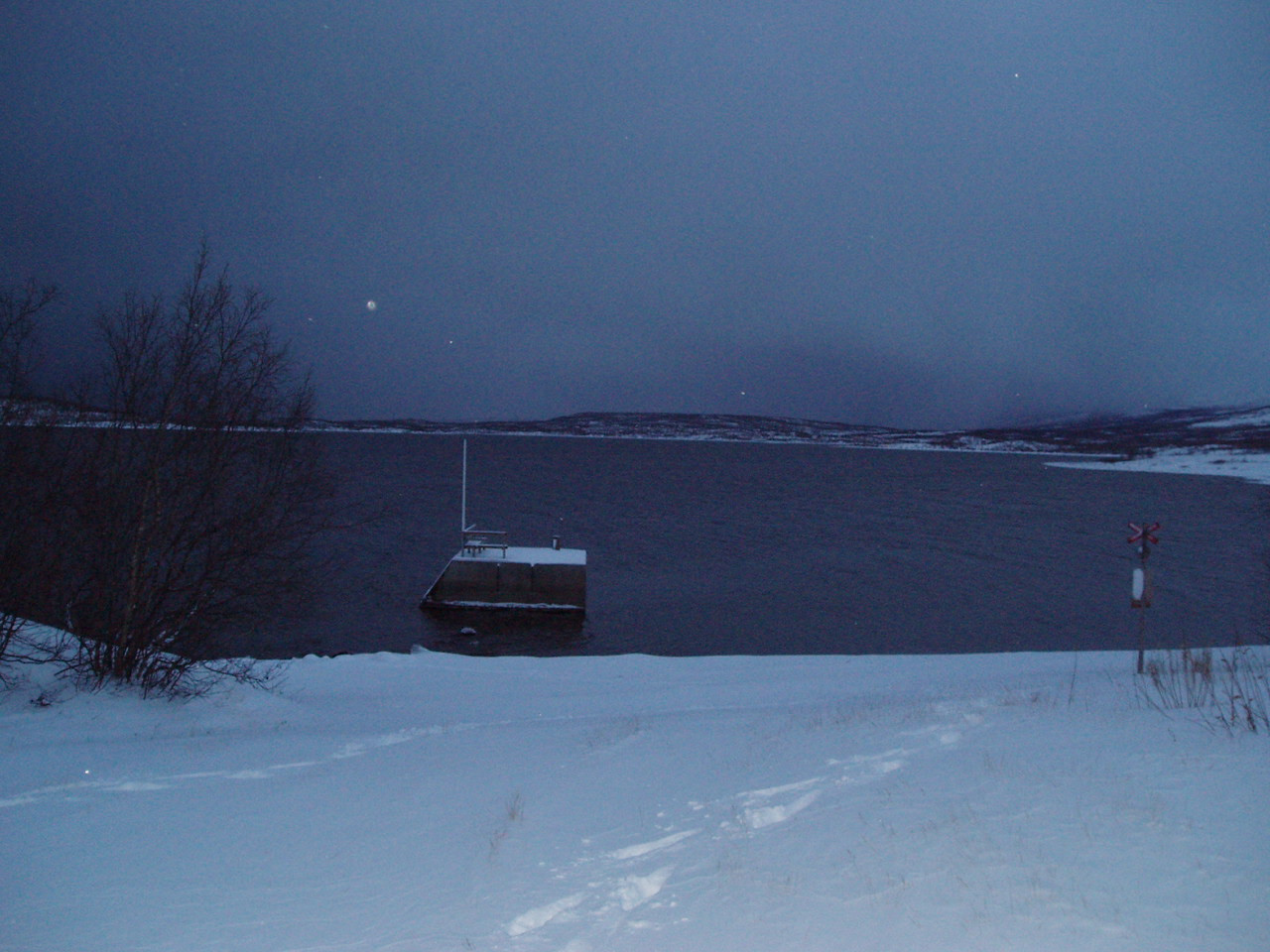
Lago Torneträsk durante una noche polar